# Polycyrtus infractus
Polycyrtus infractus là một loài tò vò trong họ Ichneumonidae.